# 대한제강
대한제강(Daehan Steel Co. Ltd.)는 대한민국의 철근 제조 기업이다. 본사는 부산시 사하구 하신번영로 69에 위치해 있으며 대표이사는 이경백이다.

## 같이 보기
- 현대제철
- 동국제강

## 참고문헌
1. ↑  건자재 - 철근 테마, 대한제강 +2.95%, KISCO홀딩스 +2.06%, 조선비즈, 2024.02.05
2. ↑  “대한제강, 하반기도 실적 둔화 전망”, 인포스톡데일리, 2023.08.22
3. ↑  대한제강, 업황 부진에 실적·주가 암울...포스코 '코일철근' 진출 위협적, 인포스톡데일리, 2023.11.01